# Chubb
The Chubb Corporation war ein international agierender Versicherungskonzern aus den Vereinigten Staaten. 
Das Unternehmen wurde 1882 gegründet und hatte ca. 120 Niederlassungen in 27 Ländern in Amerika, Europa, Asien und Australien. Die Aktien des Unternehmens waren an der New York Stock Exchange gelistet und im S&P 500 enthalten.

## Geschichte
In Deutschland war die Gesellschaft seit 1976 ansässig. Chubb Insurance Company of Europe war die europäische Tochtergesellschaft des US-amerikanischen Versicherungskonzerns. 
Am 1. Juli 2015 kündigte der schweizerische Konkurrent ACE Limited an, Chubb für 28 Milliarden US-Dollar zu übernehmen. Das kombinierte Unternehmen wird als Chubb Limited firmieren und seinen Sitz in Zürich haben. ACE-Chef Evan Greenberg soll auch das neue Unternehmen leiten. Die bisherigen ACE-Aktionäre sollen 70 Prozent an der neuen Gesellschaft halten.
Am 14. Januar 2016 schloss ACE die Übernahme ab und benannte sich selbst in Chubb Limited um. Der Firmensitz ist in Zürich.